# プリンセス プリンセス
プリンセス プリンセス（英: PRINCESS PRINCESS）は、日本の5人組ガールズバンド。活動期間は1983年 - 1996年および2012年 - 2016年。女性のみで構成されたバンドの中で、商業的に日本で最も成功したグループ。略称は「プリプリ」。

## メンバー
|                                          | プロフィール                                                             | 愛称                                                                               | 担当                 | 備考 |
| ---------------------------------------- | ------------------------------------------------------------------------ | ---------------------------------------------------------------------------------- | -------------------- | --- |
| 岸谷香 （きしたに かおり） 旧姓：奥居    | 1967年2月17日（58歳） O型 広島県広島市出身 身長157cm。                   | かおりちゃん。メンバーからは、香、富田からは時におりちゃんと呼ばれることもあった。 | ボーカル、ギター     | 1996年のバンド解散までは旧姓の「奥居香」として活動していたが、解散直後、俳優の岸谷五朗と結婚し改姓、のちに芸名も「岸谷香」へ改名する。 バンドの楽曲の作曲を数多く手がける。「ソーロング、ドリーマー」の原曲は奥居が中学の頃に作曲したもの（当初は「バンドガールズ」という曲名であった）。 楽曲によってはギターを演奏しないこともある。ライブではギターの他にピアノ、キーボードを演奏したこともある。 他のアーティストにも多数の楽曲を提供する。 一男一女の母。 |
| 中山加奈子 （なかやま かなこ）           | 1964年11月2日（60歳） B型 京都府京都市出身 身長156cm。                   | かなちゃん、ケラマン（今野の付けたあだ名）。                                       | ギター・コーラス     | 2009年に結成された『VooDoo Hawaiians』のヴォーカル、ギター担当として活動。 ロックを好み、好きなギタリストとしてキース・リチャーズなどを挙げている。 2004年2月7日、自身の公式ホームページで「突然ですが、先日結婚しました。昔から結婚しないと言ってきたのに、こうなるとは人生不思議なもんです」と報告し、一般男性と結婚したことを明らかにした。富田と並んで作詞作品が多い。                                                                                     |
| 渡辺敦子（リーダー） （わたなべ あつこ） | 1964年10月26日（60歳） B型 熊本県水俣市出身 身長163cm。                  | あっこちゃん                                                                       | ベース・コーラス     | バンドのリーダー。 2021年10月より『東京スクールオブミュージック&ダンス専門学校』の学校長を務める。 |
| 今野登茂子 （こんの ともこ）             | 1965年7月15日（60歳） O型 埼玉県浦和市（現：さいたま市）出身 身長164cm。 | ともちゃん。メンバーからはパンとも呼ばれる。                                       | キーボード・コーラス | 解散後、結婚したが離婚。その後2002年7月に映画監督で俳優の利重剛と再婚。 イラストが得意で、ファンクラブ会報や関連出版物の中でたびたび漫画を描いて画才を披露していた。 映画やCM、解散後はTV番組等への出演も多かった。 一女の母。 |
| 富田京子 （とみた きょうこ）             | 1965年6月2日（60歳） B型 神奈川県横浜市戸塚区出身 身長156cm。            | きょんちゃん。初期の頃は自分のことをきょんちぁんと書くことがあった。               | ドラムス・コーラス   | バンドの楽曲の作詞を多く手がけている。 整理整頓が好きである。 二男の母。 |

- シンコーミュージック時代のプリプリのマネージャーは「イチヤン」こと市村恵美子が務め、「6人目のメンバー」と呼べるほどの功績を残した。2023年現在、岸谷香が所属しているオールスパイスカンパニーに所属し岸谷のマネージャーを担当している。インタビュー等の文面では「イチヤン」「市やん」「市ヤン」と書かれる。独身。
- ラジオ日本『ラジカントロプス2.0』（2013年4月15日OA）において、スタジオミュージシャンの青山純が「実は僕、プリンセス プリンセスだったんですね。影武者として。」とレコーディングでのドラム演奏を担当していたことを告白している[9]。

## 来歴

### デビュー前
- 1983年
  - TDKレコード主催「TDKレディスバンドオーディション」が開催される（応募条件は15歳から18歳の容姿端麗な女性[10]）。応募総数は1400人あまり。書類選考及びデモテープ審査で25人に絞られ、季刊音楽雑誌「ヤングセンス1983年春号」にその詳細が掲載される[11]。
  - 2月20日、各パートごとの最終オーディションが行われ、5人が選出される。
  - 4月から、西日暮里（東京都荒川区）で合宿生活を開始する。合宿開始当初は、同じ事務所に所属していた木之内美穂と共に合宿生活をしていた。この合宿生活は2年4か月にも及んだ[12]。
  - 当初のバンド名は「赤坂小町（あかさかこまち）」[13][14][15]。このバンド名の由来については、「当時のTDKレコードの所在地であった『赤坂』から」、「『漢字4文字のバンド名をつけてほしい』と依頼されたある雑誌編集者によって名付けられた」、「雑誌上での公募で付けられた」など多くの説がある。
  - 5月29日、銀座の山野ホールで初ライブを行う。
- 1984年
  - 3月21日、TDKレコードからシングル「放課後授業」でデビュー。この頃、奥居は「ヴォーカル&ベース」から「ヴォーカル&ギター」へ、渡辺は「ギター」から「ベース」へ、それぞれパート変更する。パート変更の時期は、富田によると「放課後授業」のリリース前[16]、渡辺によると同シングルのリリース後[17]とされており、ライブ年表によると、「放課後授業」発売の約1か月半後の1984年5月8日のシャープ会館イベントがパートチェンジ後の初ライブとされている[18]。
- 1985年
  - 事務所が与えるアイドル的な仕事に違和感を覚えたことや音楽性の違いから、所属事務所をTDKレコードから音楽座（ミュージカル劇団音楽座とは無関係）へと移籍し、バンド名を「JULIAN MAMA（ジュリアン・ママ）」へ改名する。JULIAN MAMA時代はシングル、アルバムのリリースは無かった。

### デビュー後
- 1986年
  - 5月、バンド名を「PRINCESS PRINCESS」へと改名し（名づけ親はムーンライダーズの岡田徹）[19]、ミニアルバム『Kissで犯罪（クライム）』でCBSソニー（現：ソニー・ミュージックエンタテインメント）から再デビュー。この『Kissで犯罪』のプロモーションビデオを事務所関係者が見たことがきっかけで、シンコーミュージックが彼女らへ接触し、移籍交渉を開始することになる。
  - 8月、シンコーミュージックで移籍のためのオーディションが行われるが、この時点では移籍には至らなかった。音楽座サイドがプリプリを手放そうとしなかったことや、オーディションを見た社員の反応があまり良くなかったことが理由であったが、当時シンコーミュージックの社員で、後に彼女らのマネージャーになった「市ヤン」こと市村恵美子は、彼女らのライブを生で見て「このバンドはいける」と思い、社長の説得にあたった。
  - 11月、所属事務所であった音楽座との意見の相違などもあり、音楽座との話し合いをへて音楽座からシンコーミュージックへ移籍する[20]。
- 1987年
  - 4月、ファーストシングル「恋はバランス」が発売される。この曲は、作詞は中山が担当したが、作曲は鈴木キサブローによるものだった。当時メンバー内では、部外者が作曲した作品をリリースすることについての抵抗がかなりあったらしく、以後はメンバー自身が作詞・作曲した曲をリリースすることにこだわり続けた。
- 1988年
  - 3枚目のシングル「MY WILL」が、スポーツ用品店「ヴィクトリア」のCMソングに起用されたことをきっかけとして注目を集め、フジテレビの夜のヒットスタジオDELUXEに初出演を果たす。初登場時は電飾を使ったセットが用意され、これは彼女らに余計に緊張を与えた。またこの番組は、渡辺にとって昔からの憧れの番組であり、また「何度出ても緊張する番組だった」と後に語っている[21]。
  - 2月、後にバンドの代表曲の1つとなる4枚目のシングル「19 GROWING UP -ode to my buddy-」をリリースする。この時期からたびたびテレビドラマやCMのタイアップに起用されるようになり、バンドの知名度とCD売上が上昇していく。
  - 4月、結成当初から目標の一つとしていた渋谷公会堂ライブを行う。チケットは発売開始からわずか2時間で完売し、これを聞いたマネージャーの市村はメンバーより先に泣いたというエピソードがある。この頃からライブ会場をライブハウスからホールへと移行させていく。
  - 5月、5枚目のシングル「GO AWAY BOY」リリース。資生堂夏のキャンペーンソングに起用される。続く6枚目のシングル「GET CRAZY!」も月9テレビドラマ『君が嘘をついた』の主題歌に起用された。
  - 11月、4枚目のアルバム『LET'S GET CRAZY』リリース。収録曲の「M」は後にリリースされるシングル「Diamonds」のカップリング曲にもなり、バンドを代表する曲の一つとなる。
- 1989年
  - 1月、女性だけのバンドとして初の日本武道館公演を行う。翌年から正月に公演が行われるようになり、以後1996年まで毎年行われた。
  - 4月、7枚目のシングル「Diamonds」をリリース。オリコンチャート1位を獲得し、ミリオンセラーを記録する。同曲の大ヒットとともに一躍トップアーティストの仲間入りを果たし、人気は頂点に達する。同曲では第22回日本有線大賞も受賞し、NHK紅白歌合戦からも「Diamonds」での出演のオファーが来たが、スケジュール上の都合で辞退する。
  - このブレイクをきっかけに「Diamonds」発売以前にリリースされていた曲も注目されるようになる。7月、既にEP盤として発売されていた2ndシングル「世界でいちばん熱い夏」がCD化され、オリコンチャートで1位を獲得。カップリング曲の「世界でいちばん熱い夏（平成レコーディング）」は、ライブで演奏していたアレンジをレコーディングしたものである。
  - 6月1日発売のユニコーンのアルバム「服部」に奥居がPSY・SのCHAKAと共にコーラスで参加。
  - 8月、西武球場で初のスタジアムライブを含むライブ「夏祭りだよ! 全員集合」を行う。
  - 11月、5thアルバム『LOVERS』リリース、オリコン・アルバムチャートで初の1位を獲得し、ミリオンセラーとなる。
    - 夜のヒットスタジオ騒動 1989年10月18日、生放送の『夜のヒットスタジオSUPER』第1回目で、新しく司会として起用された加賀まりこが、奥居に対して「ブタ」「生理中なんじゃないの」という発言をする。これに対し奥居は、同日番組終了後に生放送されたTBSラジオ『ポップン・ルージュ』で加賀の言動に激怒する。メンバーの恋人の存在が写真週刊誌に掲載された直後の同年11月15日出演時では、生放送中に加賀がそのことに打ち合わせなしで言及し、奥居がその夜の『ポップン・ルージュ』内で再び激怒。その後メンバー全員が『夜ヒット』への出演を拒否する事態に発展し、その後同番組に出演することはなかった。だがレギュラー放送終了後、1993年3月31日に放送された特番では病欠中だった今野を除くメンバー4人で生出演し、また1994年10月12日放送の特番には「夜ヒットの思い出」として奥居がVTRでコメント出演をしている。

- 1990年
  - 4月から初の全都道府県ツアー「PANIC TOUR'90 パレードしようよ!!」を行う。全56か所、62本のライブを行った。9thシングル「OH YEAH!」はこの全都道府県ツアーの応援歌として作られた。
  - 12月、6枚目のアルバム『PRINCESS PRINCESS』リリース。「メンバーそれぞれの個性を表に出した」ということで、このタイトルが付けられた。このアルバムには、奥居以外が初めてボーカルをとった今野、中山のソロ曲が収録されている。
- 1991年
  - 12月、8枚目のアルバム『DOLLS IN ACTION』をリリース。
  - 同年後半、奥居がトレードマークであったロングソバージュの髪をバッサリ切ってイメージチェンジを図った。
- 1992年
  - 5月、今野が突発性難聴のため休養する[22]。ライブツアー中だったため、キーボードには代行が立った。順調に回復し6月には復帰したが、突発性難聴は後遺症が残ることがあったり、時には改善不能な場合もあるため、病状次第では今野の離脱やメンバーの交代、最悪バンドの解散にまで至る可能性があった状態にあった。事実、後述の再結成時に、今野は「その時の影響で現在も片耳が聞こえない」ことを明かした[23]。
  - 7月、これまでにリリースされたシングル曲を集めたベストアルバム『SINGLES 1987-1992』をリリース。この年はオリジナルアルバムのリリースは無かった。
- 1993年
  - 5月、16thシングル「だからハニー」リリース。ドラマ『ダブル・キッチン』の主題歌に起用。
- 1994年
  - 4月に今野がシングル・アルバム「24Hours」でソロデビューをしたのを皮切りに、メンバーが続々とバンド活動と並行してソロ活動を開始した。
- 1995年
  - 4月、解散をレコード会社関係者へ伝える。実際に解散の話が持ち上がったのは前年の暮れ、新作アルバム制作の話し合いの途中でのことだった。解散の主な理由として、アルバム制作時の打ち合せで出された2つの意見、「プリプリで新しいことをやっていきたい」という意見と、「これまでの間に培われたイメージがあるので、それを崩さず今まで通り変わらずに行くと」という意見が、平行線のまま纏まらなかったことが挙げられた。また、奥居が「昔は曲を書くときは天から降ってくる感じで、何も考えずに書けたのに、時間が経つにつれて曲を書く際に考えるようになり、そのことを悩んでいた」ことや、「友達のまま、解散したほうがいい」というメンバーの意向も解散の理由として挙げられる。
  - ラストアルバムのレコーディング前日、富田はやっぱりプリプリは解散させてはいけないと思い、渡辺に電話をしたが何度かけても掴まらず、ついに話はできなかった、というエピソードがある[24]。
  - 10月、解散宣言とともにシングル「Fly Baby Fly」をリリース。解散の発表は10月20日のミュージックステーションにて放送された。この時に披露されたのは「M」「Fly Baby Fly」だが、「M」の一部と解散発表が解散後リリースのヒストリービデオに収録されている。
  - 解散とラストツアーのキャッチコピーは「解散を遊ぼう」。このキャッチコピーが書かれた宣伝用ポスターの構図は、メンバーがロープで縛られているというものであったため、クレームがつき、駅貼りポスターの大半が短期間で撤去されてしまった。
- 1996年
  - 1月24日から始まったラストツアー「PANIC TOUR'96 解散を遊ぼう」は2度目の全県ツアーとなる。「最後に全国のファンにお別れの挨拶に行きたい」というメンバーの意向で実現したが、当初チケットの売れ行きを心配したスタッフからは反対の声が上がった。結局その心配は杞憂に終わり、チケットは1県だけ若干売れ残った程度で、ほぼ完売したという。
  - 2月、アンコールシングル「夏の終わり」リリース。最後のシングルとなる。
  - 5月29日から31日にかけての3日間、日本武道館でラストライブ「PANIC TOUR '96 〜解散を遊ぼう FINAL〜」を開催し解散。バンド活動は13年間にわたり、ライブの観客動員数は190万人を記録。13年間で発表されたシングルは21枚、アルバムは15枚（ベスト盤含む）。オリジナルソングは120曲に上った。
  - この頃テレビ番組『とんねるずのハンマープライス』で「プリンセス・プリンセスのメンバーの一人になれる権」がオークションにかけられ、ファン2人によるマッチレースの末、当時番組史上最高額453万円での落札となった。

### 解散後
- 渡辺は東京スクールオブミュージック専門学校の副校長を、富田は同専門学校の顧問を務めている。岸谷（旧姓：奥居）は歌手活動の傍ら作曲家として、中山はソロ活動の傍ら作詞家として、他アーティストへ楽曲を提供している。今野は作曲家として映画やドラマへ楽曲を提供していた。

### 再結成
- 2012年
  - 1月6日、東日本大震災をきっかけに再び集結。復興支援として、1年間の期間限定で16年ぶりの再結成を発表。実際にはその前年、2011年からリハーサルは行われていた[25]。
  - 3月20日、再結成後の初公演は幕張メッセで開催された東日本大震災復興支援チャリティーコンサート『ALL THAT LOVE -give & give-』。米米CLUB、TM NETWORKと共に参加。当日の模様はWOWOWで中継された。
  - 4月6日、公式facebook開設。
  - 6月27日、2枚組ベスト「THE REBIRTH BEST 〜再会〜」発売。
  - 6月～7月 サッポロ アイスラガー7 CM出演
  - 7月 - 8月バンドとしては初めての夏フェスに出演(全国4か所)。
  - 11月3日 - 24日、ライブツアー「PRINCESS PRINCESS TOUR 2012 〜再会〜」を、仙台サンプラザホール（11月3日・4日）、日本武道館（11月20日・21日・23日・24日）にて開催。
  - 12月23日・24日、追加公演「PRINCESS PRINCESS TOUR 2012 〜再会〜 "The Last Princess"」を東京ドームにて開催。女性バンドとしては史上初の公演だった。また、12月24日の公演はWOWOWで中継された。
  - 12月30日、第54回日本レコード大賞に出演し、特別賞を受賞。
  - 12月31日、第63回NHK紅白歌合戦に初出場。
- 2013年
  - 3月22日、ライブビデオ「PRINCESS PRINCESS TOUR 2012 〜再会〜 at 武道館」、ライブCD「VERY BEST OF PRINCESS PRINCESS TOUR 2012〜再会〜at 武道館」発売。
  - 3月27日、ドキュメンタリーブック「PRINCESS PRINCESS DIAMONDS」発売。
  - 8月、2012年の活動で復興活動収益金の総額が約5億1,000万円（\509,976,233）になったことを発表。第1次支援先として被災した岩手県、宮城県、福島県へ各5,000万円、新潟総合学院（NSGカレッジリーグ）へ2,000万円の寄付を発表。
  - 12月25日、ライブビデオ「PRINCESS PRINCESS TOUR 2012 〜再会〜 “Last Princess” at 東京ドーム」発売。
- 2014年
  - 1月、第2次支援先として、東北福祉大学へ3,000万円の寄付を発表。
- 2015年
  - 8月、第3次支援先として、一般社団法人『チームスマイル』を通じ仙台市にライブハウスの設立を決定し、残りの収益金全額（約3億1,000万円）の寄付を発表。
- 2016年
  - 3月11日、収益金により建てられたライブハウス「チームスマイル・仙台PIT」竣工。
  - 3月11日・12日・13日、仙台PITにてこけら落し公演「PRINCESS PRINCESS TOUR 2012-2016 再会 -FOREVER-」を開催。なお、今回の公演は再結成の締めくくりとして行うもので、“再々結成”には当たらないとしている[26]。また、3月11日の公演はWOWOWで中継され、全国映画館にてライブビューイングも開催された。
  - 3月25日・26日、追加公演「PRINCESS PRINCESS TOUR 2012-2016 再会 -FOREVER- "後夜祭"」をチームスマイル・豊洲PITにて開催。これをもって2012年からの再結成活動を終了した。
- 2022年
  - 12月22日、前身バンド・赤坂小町の結成時にメンバー達が出会ってから40周年を迎えるのを記念したプロジェクト『プリンセス プリンセス メンバーの出会いから40周年記念プロジェクト -DIAMONDS STORY-』を始動し、全国の映画館でライヴ・フィルム上映会を行うことを発表[27]。

- 2023年
  - 1月29日、『プリンセス プリンセス メンバーの出会いから40周年記念プロジェクト -DIAMONDS STORY-』の一環として行われる「ライヴ・フィルム・プレミアム上映会」の第一弾『The Last Live』（デジタル・リマスター / 5.1chサラウンド版）を全国16都市21館の映画館にて上映。大阪・梅田ブルク7での上映後には、メンバーの富田京子によるトークイベントを開催[28]。
  - 2月26日、「ライヴ・フィルム・プレミアム上映会」の第二弾『PRINCESS2 PANIC TOUR 〜HERE WE ARE〜』と『LET’S GET CRAZY LIVE AT 武道館』（デジタル・リマスター / 5.1chサラウンド版）を全国16都市21館の映画館にて上映[29]。
  - 3月21日、「ライヴ・フィルム・プレミアム上映会」の第三弾『質実剛健 at 武道館1994』（デジタル・リマスター / 5.1chサラウンド版）を全国16都市21館の映画館にて上映。T・ジョイ PRINCE品川での上映後には、メンバーの富田京子とミッツ・マングローブによるトークイベントを開催[30]。
  - 3月22日、『プリンセス プリンセス メンバーの出会いから40周年記念プロジェクト -DIAMONDS STORY-』の一環として、過去に発売した映像作品に最新デジタル・リマスターを施したBDボックス『DIAMONDS STORY』を発売[31]。

- 2024年
  - 6月2日、2012年12月に東京ドームで開催した「PRINCESS PRINCESS TOUR 2012～再会～“The Last Princess”＠東京ドーム」の模様を収録したライブアルバムを配信限定リリース[32]。

## ディスコグラフィ

### アルバム
| #          | 発売日         | タイトル                        | 最高位 |
| ---------- | -------------- | ------------------------------- | ------ |
| 1st        | 1986年5月21日  | Kissで犯罪 〜キッスでクライム〜 |        |
| 2nd        | 1987年5月21日  | TELEPORTATION                   | 8位    |
| 3rd        | 1988年2月26日  | HERE WE ARE                     | 8位    |
| 4th        | 1988年11月21日 | LET'S GET CRAZY                 | 2位    |
| 5th        | 1989年11月17日 | LOVERS                          | 1位    |
| 6th        | 1990年12月21日 | PRINCESS PRINCESS               | 1位    |
| 7th        | 1991年12月7日  | DOLLS IN ACTION                 | 1位    |
| シングル集 | 1992年7月15日  | SINGLES 1987-1992               | 1位    |
| 8th        | 1993年1月21日  | BEE-BEEP                        | 1位    |
| 9th        | 1993年12月22日 | Majestic                        | 2位    |
| 企画集     | 1994年8月25日  | PRESENTS                        | 3位    |
| 10th       | 1995年12月13日 | The Last Princess               | 10位   |
| ベスト     | 1996年2月1日   | The Greatest Princess           | 3位    |
| CD-BOX     | 1996年6月1日   | プリンセス・プリンセス大全集    | 19位   |
| LIVE       | 1996年12月1日  | The Last Live                   | 26位   |

|        | 発売日         | タイトル                                                   | 規格番号                  | 最高位 | 備考 |
| ------ | -------------- | ---------------------------------------------------------- | ------------------------- | ------ | --- |
| ベスト | 1999年1月30日  | STAR BOX PRINCESS PRINCESS                                 | SRCL-4461                 |        | レコード会社主導企画 |
| ベスト | 2001年12月5日  | STAR BOX EXTRA PRINCESS PRINCESS                           | MHCL-50                   |        | レコード会社主導企画 |
| CD-BOX | 2006年3月8日   | 10 Years After 〜PRINCESS PRINCESS Premium Box〜           | SECL-371/83               | 182位  | オリジナルアルバム10タイトル、武道館ライブDVD 2タイトルのBOXセット。CD/DVD共にデジタルリマスタリング仕様+DVDは新たに5.1chサラウンド化。完全生産限定盤。 |
| ベスト | 2006年3月8日   | プリ2 〜PRINCESS PRINCESS BEST OF BEST〜                   | SECL-350                  | 47位   | 着うたランキングの上位ベスト14曲を収録した企画アルバム。ジャケットは漫画家のやまだないとによる描き下ろし。                                              |
| CD-BOX | 2006年5月31日  | 21st. 〜PRINCESS PRINCESS Single Collection Memorial Box〜 | SECL-391/411              |        | オリジナルシングル21枚を12cmCDにリサイズしたBOXセット。全曲デジタルリマスタリング。完全生産限定盤。                                                     |
| ベスト | 2007年7月18日  | PRINCESS PRINCESS プリプリサマソン                         | SECL-521                  |        | 「夏の曲」を集めた企画ベストアルバム。 |
| ベスト | 2007年11月21日 | プリプリ・フユソン                                         | SECL-575 （通常盤）       |        | 「冬の曲」を集めた企画アルバム。 |
| ベスト | 2007年11月21日 | プリプリ・フユソン                                         | SECL-573/4 （初回限定盤） |        | 「冬の曲」を集めた企画アルバム。 |
| ベスト | 2008年7月2日   | THE PREMIUM BEST                                           | SECL-648                  | 40位   | オリジナル音源を使用しニューミックスを施したアルバム。ニューミックスのエンジニアは三上義英。2009年9月2日、Blu-spec CD仕様（品番: SECL-20008）で再発売。 |
| ベスト | 2009年11月20日 | BEST OF BEST                                               | DQCL-2043                 |        | 12曲入りのベストアルバム。発売元：Sony Music Direct (Japan) Inc.／販売元：キープ株式会社                                                                |
| ベスト | 2009年11月20日 | SUPER BEST                                                 | DQCL-1185                 |        | 16曲入りのベストアルバム。発売元：Sony Music Direct (Japan) Inc.／販売元：キープ株式会社                                                                |

|                  | 発売日        | タイトル                                                             | 規格番号                  | 備考 | 最高位 |
| ---------------- | ------------- | -------------------------------------------------------------------- | ------------------------- | --- | ------ |
| ベスト・アルバム | 2012年6月27日 | THE REBIRTH BEST 〜再会〜                                            | SECL-1147～1149（限定盤） | 2枚組、再結成記念。 通常盤とDVD付初回限定盤2形態で発売。                                                | 5位    |
| ベスト・アルバム | 2012年6月27日 | THE REBIRTH BEST 〜再会〜                                            | SECL-1150～1151（通常版） | 2枚組、再結成記念。 通常盤とDVD付初回限定盤2形態で発売。                                                | 5位    |
| ライブ           | 2013年3月27日 | VERY BEST OF PRINCESS PRINCESS TOUR 2012 〜再会〜 at 武道館          | SECL-1303                 | 1枚組、再結成記念盤。全20Pメモリアル写真集封入。 2012年11月23日に開催された日本武道館でのライブを収録。 | 36位   |
| ライブ           | 2024年6月2日  | PRINCESS PRINCESS TOUR 2012 ～再会～ “The Last Princess”＠東京ドーム |                           | 配信限定リリース。                                                                                      |        |

### シングル
| #    | 発売日         | タイトル                                  | 最高位 |
| ---- | -------------- | ----------------------------------------- | ------ |
| 1st  | 1987年4月22日  | 恋はバランス                              |        |
| 2nd  | 1987年7月16日  | 世界でいちばん熱い夏                      |        |
| 3rd  | 1987年11月21日 | MY WILL                                   |        |
| 4th  | 1988年2月26日  | 19 GROWING UP -ode to my buddy-           |        |
| 5th  | 1988年5月21日  | GO AWAY BOY                               | 19位   |
| 6th  | 1988年10月21日 | GET CRAZY!                                | 13位   |
| 7th  | 1989年4月21日  | Diamonds                                  | 1位    |
| 8th  | 1989年7月1日   | 世界でいちばん熱い夏 ＜ORIGINAL VERSION＞ | 1位    |
| 9th  | 1990年4月21日  | OH YEAH!                                  | 1位    |
| 10th | 1990年11月21日 | ジュリアン                                | 1位    |
| 11th | 1991年5月10日  | KISS                                      | 1位    |
| 12th | 1991年10月25日 | SEVEN YEARS AFTER                         | 3位    |
| 13th | 1992年2月5日   | ジャングルプリンセス                      | 13位   |
| 14th | 1992年5月21日  | パイロットになりたくて                    | 6位    |
| 15th | 1992年12月2日  | POWER/REGRET                              | 7位    |
| 16th | 1993年5月3日   | だからハニー                              | 6位    |
| 17th | 1993年11月10日 | ふたりが終わる時                          | 18位   |
| 18th | 1994年5月1日   | THE SUMMER VACATION                       | 21位   |
| 19th | 1995年2月10日  | Birthday Song                             | 23位   |
| 20th | 1995年10月21日 | Fly Baby Fly                              | 28位   |
| 21st | 1996年2月1日   | 夏の終わり                                | 27位   |

### 映像作品

#### ビデオクリップ
1. VIDEO CLIPS PRINCESS PRINCESS ソニーミュージック（1989年7月21日）
2. VIDEO CLIPS2 PRINCESS PRINCESS ソニーミュージック（1991年3月21日）
3. DOLLS IN LAS VEGAS ソニーミュージック（1992年3月1日）
4. VIDEO SINGLES1987-1992 ソニーミュージック（1992年10月21日）
5. VIDEO CLIPS3 PRINCESS PRINCESS ソニーミュージック（1994年2月21日）
6. The Platinum Days-1 The Greatest PRINCESS ソニーミュージック（1996年2月1日）
7. The Platinum Days-2 The Greatest PRINCESS ソニーミュージック（1996年6月8日）

#### ライブビデオ
1. PRINCESS2 PANIC TOUR 〜HERE WE ARE〜 ソニーミュージック（1988年8月1日）
2. LET'S GET CRAZY Live at 武道館 ソニーミュージック（1989年12月24日）
3. 質実剛健 at 武道館1994 ソニーミュージック（1994年6月22日）
4. The Last Live ソニーミュージック（1996年8月21日）
5. PRINCESS PRINCESS TOUR 2012 〜再会〜 at 武道館 SME Records（2013年3月27日）
6. PRINCESS PRINCESS TOUR 2012 〜再会〜 “The Last Princess” at 東京ドーム SME Records（2013年12月25日）
7. PRINCESS PRINCESS TOUR 2012-2016 再会 -FOR EVER- “後夜祭” at 豊洲PIT SME Records（2017年3月8日）

#### DVD-BOX
- PRINCESS PRINCESS THE BOX -The Platinum Days-（2006年10月25日）
初DVD化作品を含むDVD9枚組のプレミアムボックスセット。

#### Blu-ray Box
- DIAMONDS STORY（2023年3月22日）
過去に発売された映像作品に新規デジタルリマスターを施したBD11枚組のボックスセット。下記の特典が付属する完全生産限定盤A（SEXL-180〜192）と特典が付属しない完全生産限定盤B（SEXL-193〜20）の2種類で発売。完全生産限定盤Aには、1988年9月22日・29日にTVKで放送された「PANIC TOURE SUMMER ～Dear my best friends ～＠横浜米軍基地内ノースピア」、1995年3月26日にWOWOWで放送された「プリンセス プリンセス LIVE '95 THE PRESENTS」（共に初ソフト化）を収録した限定特典ディスクとライブ当時に販売されていたツアーパンフレット計21冊の復刻版を封入している[31]。
- DIAMONDS STORY -NHK Premium Box-（2024年3月20日）
1987年～1996年、2012年～2016年の間に出演したNHKの番組（紅白歌合戦やポップジャムなど）の映像を4K画質相当にレストアした4BD+写真集（SEXL-263～7）のボックスセット[40]。

### CD-ROM
- ALL ABOUT PRINCESS PRINCESS ソニーミュージック（1996年12月12日）
Windows 3.1/95とMacintosh対応。全曲の歌詞と一部映像が検索でき、ラストライブのアンコール「19 GROWING UP」の部分の映像編集機能を搭載。おまけで壁紙とアイコン（アイコンはMacintoshのみ）が付いている。

### 書籍
1. PRI・ISM シンコーミュージック（1988年9月20日）
2. たった5つの冴えたやりかた シンコーミュージック（1989年3月17日）
3. Princess Princess シンコーミュージック（1990年4月9日）
4. PRINCESS PRINCESS LIVE PICTORIAL BOOK “FOR LOVERS” 立風書房（1990年6月15日）
5. PARED 1990 シンコーミュージック（1990年12月10日）
6. PRINCESS PRINCESS KISS パチパチ増刊 ソニーマガジンズ（1991年8月20日）
7. 神様と心の棘 シンコーミュージック（1991年12月14日）
8. OFFICIAL PHOTO BOX 1987-1992 シンコーミュージック（1992年10月4日）
9. HAPPY HOURS TOKYO FM出版（1995年4月1日）
10. HELLO, Good-bye シンコーミュージック（1996年3月20日）
11. Heavenly Days ソニーマガジンズ（1996年3月27日）
12. Signs And Wonders シンコーミュージック（1996年7月5日）
13. STAR BOX ARTIST FILE シンコーミュージック（1999年9月19日）
14. DIAMONDS シンコーミュージック（2013年3月27日）

### 他アーティストによるカバー
- ノーランズ 「世界でいちばん熱い夏（The Hottest Place On Earth）」英語によるカバーアルバム（1992年5月21日）
収録曲は「世界でいちばん熱い夏」「Diamonds」「19 GROWING UP」「M」「ユー・アー・マイ・スターシップ」他。
- 『14プリンセス 〜PRINCESS PRINCESS CHILDREN〜』カバーアルバム（2006年3月8日）
ソニーミュージックに所属する女性アーティストがカバーしたアルバム。収録曲は『プリ2 〜PRINCESS PRINCESS BEST OF BEST〜』と同じ。

M
- RYTHEM - 9thシングル「ココロビーダマ」のカップリング曲としてカバー。（2006年3月1日）（※上記『14プリンセス 〜PRINCESS PRINCESS CHILDREN〜』にも収録。）
- YUI - 音楽番組『僕らの音楽』で歌った。（2006年6月23日）[41]
- 徳永英明 - アルバム『VOCALIST 2』の中でカバー。11曲目。（2006年8月30日）
- NapsaQ - アルバム『NapsaQ 〜青春ソングリクエストアルバム〜』の中でカバー。（2006年12月20日）
- 山崎まさよし - アルバム『COVER ALL HO!』の中でカバー。1曲目。（2007年10月31日）
- BON-BON BLANCO - ライブDVD『女祭』の中でカバー。（2008年2月6日）
- 篠崎愛 - シングルでカバー。（2008年3月26日）
- RSP - 原曲をサンプリング・リメイクしたアナザーソングとして「M 〜もうひとつのラブストーリー〜」を発表。（2008年7月2日）
- エリック・マーティン - アルバム『MR. VOCALIST』の中で英語でカバー。7曲目。（2008年）
- 茉奈 佳奈 - アルバム『ふたりうた』の中でカバー。（NHK連続テレビ小説「だんだん」の挿入歌として。2009年1月14日）
- つるの剛士 - アルバム『つるのうた』の中でカバー。1曲目。PVには里田まいと共演。（2009年4月22日）
- 岡平健治 - アルバム『I LOVE GM』の中でカバー。1曲目。（2009年5月13日）
- 中西保志 - アルバム『Standards 4』の中でカバー。7曲目。（2010年10月6日）
- 前田敦子、高橋みなみ - 音楽番組『新堂本兄弟 』（#594）でカヴァー。[42]富田京子がドラムスとして参加[43]。
- 華原朋美、SCANDAL - 音楽番組『僕らの音楽』（#501）でカヴァー。富田京子がドラムスとして参加。SCANDAL RINAがピアノで参加[44]。

SEVEN YEARS AFTER
- デーモン小暮閣下 - 『GIRLS' ROCK』の中でカバー。4曲目。（2007年1月24日）

Diamonds
- 扇愛奈 - アルバム『海鳴りライダー』の中でカバー。（2007年6月20日）
- あんみつファミリー - （井上真央、中川翔子、柳葉敏郎、夏木マリ、泉谷しげる、京本政樹、白川由美、森三中）が2008年新春スペシャルドラマ『あんみつ姫の大冒険!』の主題歌としてカバー。（2008年1月6日）
- 青野りえ - 三菱マテリアルのジュエリーブランドであるMJC（三菱ジュエリーコレクション）のCMソングとしてカバー。（2008年）
- High-King - ハロー!プロジェクトのカバーアルバム『チャンプル①〜ハッピーマリッジソングカバー集〜』の中でカバー。曲名は「DIAMONDS ＜ダイアモンド＞」。（2009年）
- 森三中 - 独立行政法人日本スポーツ振興センタースポーツ振興くじのCMで、メンバーになりきったコスプレをし、替え歌にして歌っている。（2011年3月）

19 GROWING UP
- 大西結花 - ライブアルバム『Summer Concert '88 Le rêve de l'ètè 20才、結花の夏の夢』の中でカバー。（1988年10月25日）
- 玉置成実 - ライブDVD『NAMI TAMAKI Best CONCERT“My Graduation”』の中でカバー。（2007年6月13日）

世界でいちばん熱い夏
- 島崎和歌子 - シングル「Happy Life 〜明日に向かって〜」のカップリング曲としてカヴァー。（2009年1月28日）
- miwa - 音楽番組『FNSうたの夏まつり』、岸谷香とコラボレーション。(2014年8月13日放送)[45]

## 赤坂小町時代の楽曲
3枚のシングルと1枚のミニアルバムをTDKレコードからリリースしている。1stシングルは「放課後授業」C/Wは「準備はOK!」で、キャッチコピーは「典型的女子高生風楽団」。2ndシングルは「ひと夏のスキャンダル」C/Wは「合宿しない？」、3rdシングルは「コアラボーイ コッキィ」（C/Wは「地図にない道」）。同タイトルのアニメの主題歌となり、同タイトルのミニアルバムもリリース。
1996年には赤坂小町時代の音源を全て収録したCD「赤坂小町」がリリースされたが、すぐに回収されてしまった。後年の渡辺敦子の著書では、事務所サイドが目指していたのは「楽器を持ったキャンディーズ」だったと書かれている。解散後、富田京子は自身がパーソナリティーをしていたラジオ番組、レディオ湘南「湘南ビートランド」で赤坂小町時代の曲をかけたことがある（2000年1月15日放送分、曲はコアラボーイ コッキィ）。
アルバム『赤坂小町』（1996年）
1. ようこそコアラちゃん（作詞：岩里祐穂、作曲：和田泉）
2. コアラボーイ コッキィ（作詞・作曲：長沢ヒロ）
3. 可愛いラーラ（作詞：岩里祐穂、作曲：岩里未央）
4. Sweet Paradise（作詞：岩里祐穂、作曲：和田泉）
5. ワルサをしなけりゃはじまらない（作詞：岩里祐穂、作曲：岩里未央）
6. 地図にない道（作詞・作曲：恩田久義）
7. パパとママのタンゴ（作詞：岩里祐穂、作曲：岩里未央）
8. おやすみコッキィ（作詞：岩里祐穂、作曲：岩里未央）
9. 放課後授業（作詞：岩里祐穂、作曲：岩里未央）
10. 準備はOK!（作詞：岩里祐穂、作曲：岩里未央）
11. ひと夏のスキャンダル（作詞：岩里未央/Heat Berry、作曲：岩里祐穂）
12. 合宿しない?（作詞：岩里祐穂、作曲：岩里未央）

「地図にない道」を今野登茂子が、「合宿しない？」を中山加奈子が歌っており、他は全て奥居香が歌っている。

## タイアップ一覧
| 使用年 | 曲名                                      | タイアップ                                                            |
| ------ | ----------------------------------------- | --------------------------------------------------------------------- |
| 1987年 | 世界でいちばん熱い夏                      | テレビ朝日系『世界どっきりウォッチ』エンディングテーマ                |
| 1988年 | MY WILL                                   | Victoria CMソング                                                     |
| 1988年 | 19 GROWING UP-ode to my buddy-            | フジテレビ系『桃色学園都市宣言!!』1988年3月度オープニングテーマ       |
| 1988年 | GO AWAY BOY                               | 資生堂「フェアウィンド」'88夏キャンペーンCMソング                     |
| 1988年 | 19 GROWING UP-ode to my buddy-            | シンコーミュージック 写真集「PRI・ISM」CMソング                       |
| 1988年 | GET CRAZY!                                | フジテレビ系月9ドラマ『君が嘘をついた』主題歌                         |
| 1988年 | M                                         | 読売テレビ『ざまぁKANKAN!』コーナー「失恋伝言板」挿入歌               |
| 1989年 | Diamonds                                  | SONY カセットテープ「UX」/「HF-X」CMソング                            |
| 1989年 | 世界でいちばん熱い夏 <平成レコーディング> | テレビ朝日系『いつか行く旅』エンディングテーマ                        |
| 1989年 | パレードしようよ                          | SONY カセットテープ「UX」/「HF-X」CMソング                            |
| 1989年 | OH YEAH!                                  | SONY カセットテープ「UX」/「HF-X」CMソング                            |
| 1989年 | DING DONG                                 | JR東日本「びゅうスキーパック」CMソング                                |
| 1989年 | 恋に落ちたら                              | 大映配給映画『ファンシィダンス』主題歌                                |
| 1990年 | パパ                                      | KDD「001」CMソング                                                    |
| 1990年 | ROCK ME                                   | SONY カセットテープ「CDiX」CMソング                                   |
| 1990年 | ジュリアン                                | CITIZEN「CITIZEN ライトハウス」CMソング                               |
| 1990年 | 19 GROWING UP-ode to my buddy-            | ロッテ「アーモンドボールチョコレート」CMソング                        |
| 1991年 | KISS                                      | サントリーフーズ「紅茶の樹 りんご紅茶」/「紅茶の樹 もも紅茶」CMソング |
| 1991年 | HIGHWAY STAR                              | 全日空「空遊券」CMソング                                              |
| 1991年 | SEVEN YEARS AFTER                         | TBS系『地球ZIGZAG』エンディングテーマ                                 |
| 1991年 | ジャングルプリンセス                      | エステアップ CMソング                                                 |
| 1991年 | I LOVE YOU                                | エステアップ CMソング                                                 |
| 1992年 | SEVEN YEARS AFTER                         | 千葉テレビ『高校野球ダイジェスト'92』テーマ曲                         |
| 1993年 | POWER                                     | 新出光「新出光 IDEX」CMソング                                         |
| 1993年 | だからハニー                              | TBS系ドラマ『ダブル・キッチン』主題歌                                 |
| 1994年 | THE SUMMER VACATION                       | SONY カセットテープ「HF-Ⅱ」CMソング                                   |
| 1994年 | THE SUMMER VACATION                       | フジテレビ系『たけし・逸見の平成教育委員会』エンディングテーマ        |
| 1995年 | Birthday Song                             | フジテレビ系木曜劇場『明るい家族計画』主題歌                          |
| 1996年 | ティンカーベル                            | 東ハト「ハーベスト」CMソング                                          |
| 1996年 | ROLLIN' ON THE CORNER                     | 東ハト「キャラメルコーン」CMソング                                    |
| 1996年 | Hello!!                                   | 関西セルラー「携帯電話」CMソング                                      |
| 2001年 | Diamonds                                  | スズキ「Kei-SPORTS」CMソング                                          |
| 2003年 | Diamonds                                  | TBS系ドラマ『ひと夏のパパへ』第7話挿入歌                              |
| 2004年 | Diamonds                                  | H.I.S. 夏キャンペーンCMソング                                         |
| 2007年 | パパ                                      | ソニー・インタラクティブエンタテインメント「PlayStation 3」CMソング   |
| 2008年 | M                                         | NHK連続テレビ小説『だんだん』劇中歌                                   |
| 2012年 | 世界でいちばん熱い夏 <平成レコーディング> | サッポロビール「サッポロ アイスラガーセブン」CMソング                 |
| 2013年 | Diamonds                                  | 花王 ソフィーナ「オーブクチュール」CMソング                           |
| 2014年 | 世界でいちばん熱い夏                      | 東芝「住宅用太陽光発電システム」CMソング                              |
| 2014年 | M                                         | NHK BSプレミアム プレミアムドラマ『昨夜のカレー、明日のパン』主題歌   |
| 2020年 | Diamonds                                  | エースコック「スープはるさめ」CMソング（2020年 - ）                   |
| 2023年 | Diamonds                                  | BIJOUPIKO（ビジュピコ）「しあわせ篇」CMソング                         |

## メディア出演

### テレビ番組
不定期でテレビ出演して、会見などを行った。

### NHK紅白歌合戦出場歴
| 年度/放送回               | 回 | 曲目     | 出演順 | 対戦相手 |
| ------------------------- | -- | -------- | ------ | -------- |
| 2012年（平成24年）/第63回 | 初 | Diamonds | 23/25  | 福山雅治 |

### ラジオ番組
- Coke Sunday Morning 気まぐれプリンセス（1988年10月 - 1989年9月、文化放送（NRN系）） - 毎週日曜日11:30 - 12:00
- プリンセス・プリンセスの日本縦断チャレンジロード（1990年10月14日 - 1991年3月、文化放送（NRN系）） - 毎週日曜日11:30 - 12:00
- ムービングサウンドボックス プリンセスプリンセスのローリングパーティ（1991年4月 - 1995年4月3日、文化放送（NRN系）） - 毎週土曜日16:30 - 17:00
- 学園バラエティー パンツの穴（1983年10月15日 - 1984年3月31日、ニッポン放送[54]） - ナイターオフ期間 土曜日19:00 - 20:00枠 ※赤坂小町時代

### CM出演
- 1989年、カセットテープUX　SONY 使用楽曲：Diamonds
- 1989年、4thアルバム「LOVERS」 使用楽曲：友達のまま
- 1989年、カセットテープUX　SONY 使用楽曲：パレードしようよ
- 1989年、カセットテープHF-X　SONY 使用楽曲：OH YEAH! メンバーごと、渡辺・中山・富田・今野・奥居の5バージョン制作
- 1990年、CITIZEN ライトハウス CITIZEN 使用楽曲：ジュリアン
- 1990年、アーモンドボールチョコレート ロッテ 使用楽曲：19 GROWING UP -ode to my buddy-
- 1990年、5thアルバム「PRINCESS PRINCESS」 使用楽曲：HIGHWAY STAR
- 1991年、紅茶の樹 りんご紅茶 サントリー 使用楽曲：KISS
- 1991年、紅茶の樹 もも紅茶 サントリー 使用楽曲：KISS
- 1991年、エステアップ　使用楽曲：ジャングルプリンセス・I LOVE YOU
- 2013年、サッポロ アイスラガーセブン サッポロビール 使用楽曲：世界でいちばん熱い夏